# Головецьке (заповідне урочище)
Голове́цьке — заповідне урочище (лісове) місцевого значення в Україні. Розташоване в межах Сколівського району Львівської області, на захід від села Гребенів. 
Площа 7,8 га. Статус надано згідно з рішенням Львівського облвиконкому № 495 від 09.10.1984 року. Перебуває у віданні ДП «Славський лісгосп» (Головецьке лісництво, кв. 16). 
Статус надано з метою збереження високопродуктивного ялинового насадження штучного походження віком понад 95 років. Урочище розташоване в масиві Сколівські Бескиди. 